# نان بلير
نان بلير (بالإنجليزية: Nan Blair)‏ هي كاتبة سيناريو أمريكية، ولدت في 1895 في أوريغون في الولايات المتحدة، وتوفيت في 1944 في لوس أنجلوس في الولايات المتحدة.